# Huangmei (köpinghuvudort i Kina, Hubei Sheng, lat 30,08, long 115,94)
Huangmei (kinesiska: 黄梅) är en köpinghuvudort i Kina. Den ligger i provinsen Hubei, i den centrala delen av landet, omkring 170 kilometer öster om provinshuvudstaden Wuhan. Antalet invånare är 141 488. Befolkningen består av 65 635 kvinnor och 75 853 män. Barn under 15 år utgör 15,0 %, vuxna 15-64 år 76 %, och äldre över 65 år 7,0 %.
Runt Huangmei är det tätbefolkat, med 659 invånare per kvadratkilometer. Närmaste större samhälle är Fuyu, 18,8 km öster om Huangmei. Trakten runt Huangmei består till största delen av jordbruksmark.
Genomsnittlig årsnederbörd är 1 892 millimeter. Den regnigaste månaden är maj, med i genomsnitt 282 mm nederbörd, och den torraste är januari, med 46 mm nederbörd.